# Jason Chen
Jason Chen (traditionell kinesiska: 陳以桐, pinyin: Chén Yǐtóng), född 12 november 1988 i Boston, Massachusetts, är en taiwanesisk-amerikansk popsångare. Han började sin sångkarriär med att göra cover-låtar på YouTube, som gjorde att han fick många följare. Han släppte senare ett dussin av singlar och fyra album, som till exempel albumet "Gravity" och singeln "Best Friend", som har 18 miljoner visningar (2016) på YouTube.

## Diskografi
Album
- 2011 – Gravity [1]
- 2013 – Jie Sheng Qian (utgivet i Taiwan)[2]
- 2013 – Never for Nothing [3]
- 2013 – What If
- 2014 – Glass Heart

Singlar (urval)
- 2013 – "Unconditionally" (med Megan Nicole)
- 2013 – "Stay" (med Madilyn Bailey)
- 2013 – "The Other Side (Acoustic)" (med Alex G)
- 2013 – "Best Friend"
- 2013 – "Just Give Me A Reason" (med Megan Nicole)
- 2014 – "La La La" (med Megan Nicole)
- 2014 – "Almost Is Never Enough" (med Madilyn Bailey)
- 2014 – "All About That Bass" (med Megan Nicole)
- 2014 – "Rockabye" (med Megan Nicole)
- 2015 – "Bad Blood" (med Megan Nicole)